# Rode diesel

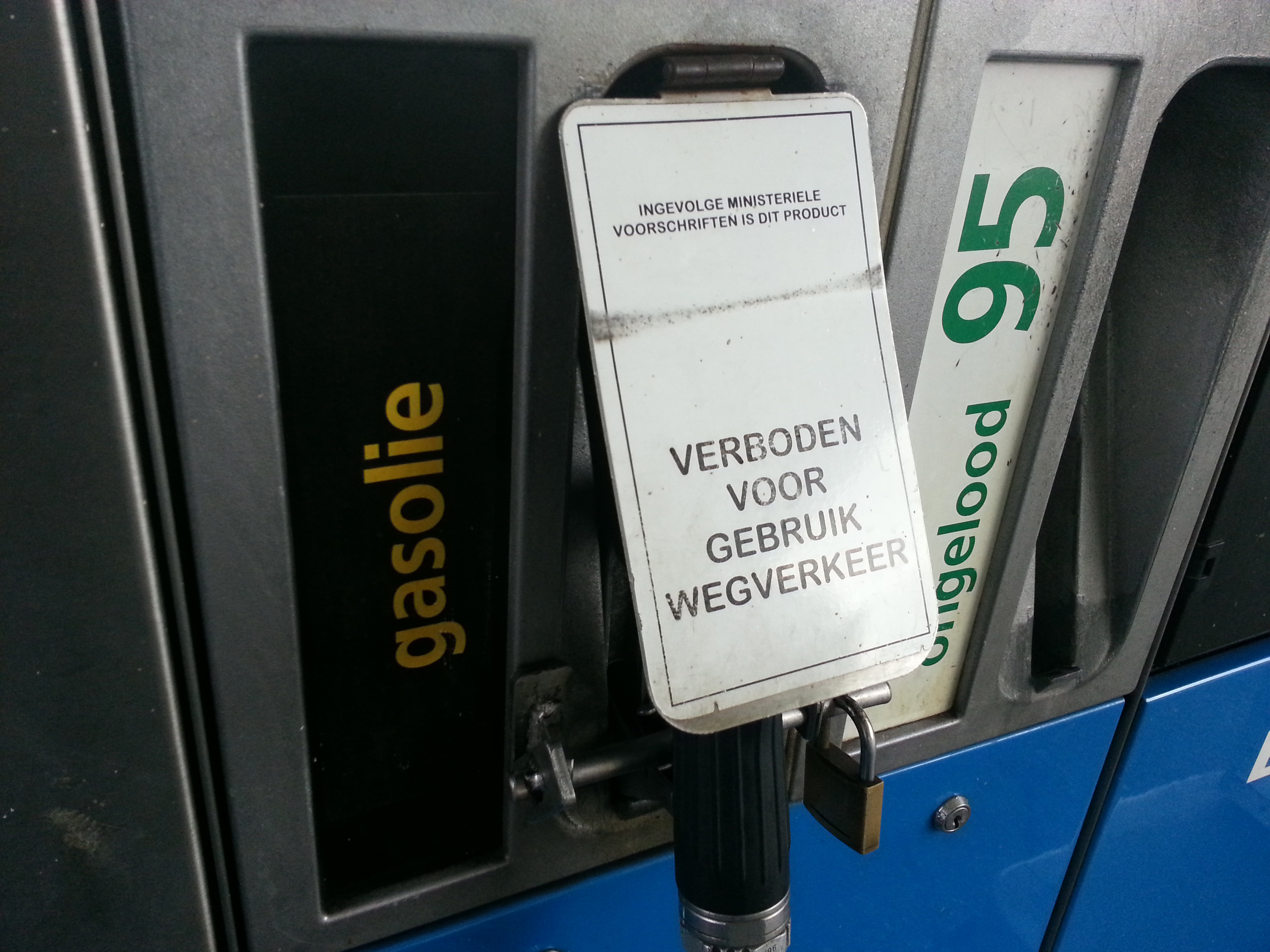
Een vergrendelde tankslang op Urk

Rode diesel is diesel of gasolie die onder een lager accijnstarief valt. Er is een herkenningsmiddel en een rode kleurstof aan toegevoegd om onderscheid te kunnen maken met 'gewone' diesel. Om rode diesel in voorraad te hebben bij afleveringspompen voor verkoop aan derden is een vergunning van de douane nodig. De douane houdt regelmatig controles op onterecht gebruik van rode diesel.

## Herkenningsmiddelen
Als herkenningsmiddel wordt Solvent Yellow 124 toegevoegd, internationaal bekend als Euromarker yellow. Samen met de rode kleurstof blijft dit product geruime tijd in kleine hoeveelheden in de tank aanwezig, waardoor de douane alsnog kan nagaan of men indertijd "rode" gasolie als brandstof heeft gebruikt. Er worden geregeld controles uitgevoerd op het gebruik van "rode" gasolie; er staan zware boetes op overtredingen omdat dit een vorm van belastingontduiking is. 

## Nederland
Het tariefverschil tussen rode diesel en gewone diesel (in 2012 ongeveer 17 cent per liter) werd met ingang van 1 januari 2013 weggenomen door de accijns van rode diesel op het niveau van de “gewone” diesel te brengen. Voor scheepvaart, niet zijnde pleziervaart, bleef de vrijstelling van accijns bestaan (bunkervrijstelling). Dit betreft bijvoorbeeld de beroepsmatige binnenvaart en visserij. Voor dit gebruik blijft ook de verplichting om herkenningsmiddelen toe te voegen bestaan.
Het is namelijk niet mogelijk om accijns te heffen op wateren die vallen onder het regiem van de Herziene Rijnvaartakte, in verband met de daarin opgenomen vrijstelling van belastingen die met de scheepvaart samenhangen. Omdat de beroepsmatige binnenvaart over het algemeen vaak dergelijk water bevaart, is het in de praktijk nagenoeg niet mogelijk vast te stellen of een schip al dan niet rode diesel zou mogen gebruiken.  
In Nederland mogen uitsluitend schepen, die geen pleziervaartuig zijn, vanaf 1 januari 2013 nog rode diesel gebruiken als motorbrandstof.
De douane heeft in de periode 1 juli 2013 tot 1 januari 2014 toegestaan dat er nog sporen van de herkenningsmiddelen in de brandstoftanks zaten. Maar vóór 1 januari 2013 gekochte en afgeleverde gasolie voorzien van bij ministeriële regeling voorgeschreven herkenningsmiddelen mag daarna nog wel voorhanden zijn in:
- brandstoftanks vanwaaruit de brandstof via een gesloten systeem wordt gebracht naar een noodstroomvoorziening voor de opwekking van elektriciteit;
- brandstoftanks van historische vaartuigen die vóór 1950 zijn gebouwd, alsmede individuele replica’s van zulke vaartuigen, indien zij hoofdzakelijk met de oorspronkelijke materialen zijn gebouwd en als zodanig door de fabrikant zijn aangemerkt, echter alléén tot deze is verbruikt of wordt vervangen door gasolie die niet is voorzien van genoemde herkenningsmiddelen.[4]

### Begrotingsakkoord 2012
Dit was een van de maatregelen uit het Begrotingsakkoord 2013 om de overheidsfinanciën op orde te brengen. De vijf fracties in de Tweede Kamer (VVD, CDA, D66, GroenLinks en ChristenUnie) en het demissionaire kabinet hebben daarover in april 2012 overeenstemming bereikt. Het akkoord beperkte het begrotingstekort in 2013 tot 3% van het bruto binnenlands product (bbp). De maatregelen uit het begrotingsakkoord staan in de Voorjaarsnota 2012, het financiële overzicht van het lopende begrotingsjaar.

## België
In België mogen voertuigen die niet bestemd zijn voor de openbare weg en die niet aan de technische keuring onderworpen zijn wel nog gebruik maken van rode diesel; het gaat dan voornamelijk om tractoren met een G-nummerplaat.